# Bystričany
Bystričany (Hongaars: Besztercsény, Duits: Bistrizin) is een Slowaakse gemeente in de regio Trenčín, en maakt deel uit van het district Prievidza.
Bystričany telt 1.862 inwoners.